# 王憲 (永樂辛丑進士)
王憲（14世紀—15世紀），南直隸廬州府合肥縣人，明朝政治人物。

## 生平
王憲是永樂十二年（1414年）的舉人，十九年（1421年）成進士，宣德元年（1426年）獲授行在江西道監察御史，個性剛直，彈劾無所顧忌，十年（1435年）在楊士奇推薦下取代沈升，於正統元年（1436年）外任山東按察司分巡遼東副使，參贊機務邊境肅然，十三年（1448年）晉貴州按察使，署任左僉都御史，至景泰六年（1455年）冠帶閒住。

## 引用
1. 1 2  嘉慶《合肥縣志·卷二十三·人物傳》：王憲，永樂辛丑進士，任監察御史，性峭直，彈劾無所忌；擢山東按察司副使，鎮遼東等處，奉敕贊機務，邊境肅然，尋進貴州按察使，署左僉都御史。 府志
2. ↑  嘉慶《合肥縣志·卷十七·選舉表》：（永樂）十二年甲午（舉人）……王憲……十九年辛丑（進士） 王憲 見人物傳
3. ↑  《明宣宗章皇帝實錄·卷十六》：（宣德元年四月丁卯）陞……進士張鐸、王憲、張駿、龔遂、盧睿、焦宏、羅銓、任倫、陳炎、徐逵、張士貞、郭智、陳璉、于謙、王郁、高敏、陳璇、邵嵩……為監察御史……憲、量行在江西道……
4. ↑  《明英宗睿皇帝實錄·卷七》：（宣德十年七月丁丑）少傅兵部尚書兼大學士楊士奇等言鎮守永平等處總兵官陳敬有疾，整理文書參議沈升才弱……監察御史王憲才識老成，宜陞按察司副使以代敬、升回京，從之。
5. ↑  《明英宗睿皇帝實錄·卷十七》：（正統元年五月丁丑）起復山東副使王憲仍專分巡遼東。
6. ↑  《明英宗睿皇帝實錄》·卷一百六十六：（正統十三年五月）甲辰陞……山東按察司副使王憲為貴州按察使……
7. ↑  《明英宗睿皇帝實錄·卷二百六十·廢帝郕戾王附錄第七十八》：（景泰六年十一月）己卯命貴州按察司按察使王憲冠帶閒住……